# Flora und Fauna des Tanganjikasees

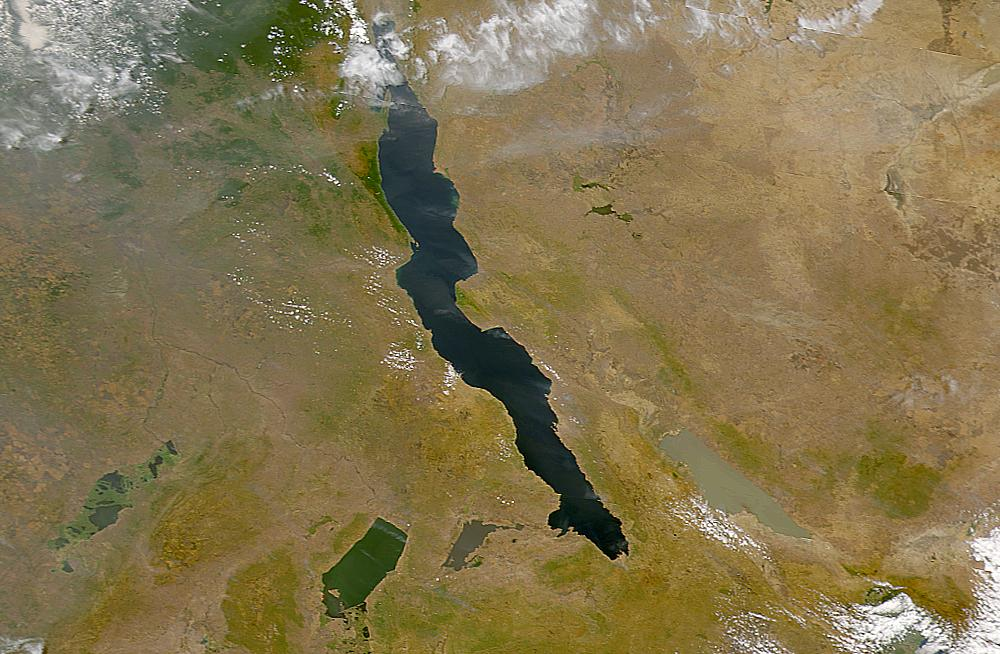
Tanganjikasee, Satellitenaufnahme

Der Tanganjikasee ist einer der größten Seen in Afrika (3° 20' bis 8° 48' südlich und 29° 5' bis 31° 15' östlich) und der zweittiefste und sechstgrößte See der Erde. Der See, dessen Wasseroberfläche 782 Meter über dem Meeresspiegel liegt, ist im Mittel 570 m tief, die maximale Tiefe beträgt 1.470 m (im nördlichen Teil). Das Einzugsgebiet des Tanganjikasees beträgt 231.000 km². Seine Hauptzuflüsse sind der Ruzizi, der Malagarasi, der Lufubu und der Kalambo. Über den Lukuga entwässert er in den Kongo.
In den obersten Schichten des Sees ist der pH-Wert von durchschnittlich 9 ungewöhnlich alkalisch. Dieser sinkt mit zunehmender Tiefe auf 8,3 ab. Es weist eine Gesamthärte von 7 bis 11° dGH, eine Karbonat-Härte von 16 bis 19° dKH und eine Leitfähigkeit von 570 bis 640 μS/cm auf. Die Temperatur in der oberen Schicht ist von der Jahreszeit abhängig und beträgt 24–29 °C. Trotzdem ist der See Heimat von über 310 Fischarten, von denen 95 % endemisch sind. Wie in den anderen großen afrikanischen Seen auch, stellen die Buntbarsche den größten Teil der Fischfauna.

## Lebensräume
Obwohl der Tanganjikasee 1470 Meter tief ist, endet höheres Leben und damit auch der Lebensraum der Fische in einer Tiefe von etwa 100 Metern im Nordteil des Sees und in 200 Metern Tiefe im Südteil, da die tiefer liegenden Wasserschichten nahezu ohne Sauerstoff sind (anaerob) und giftigen Schwefelwasserstoff enthalten.

### Uferzonen

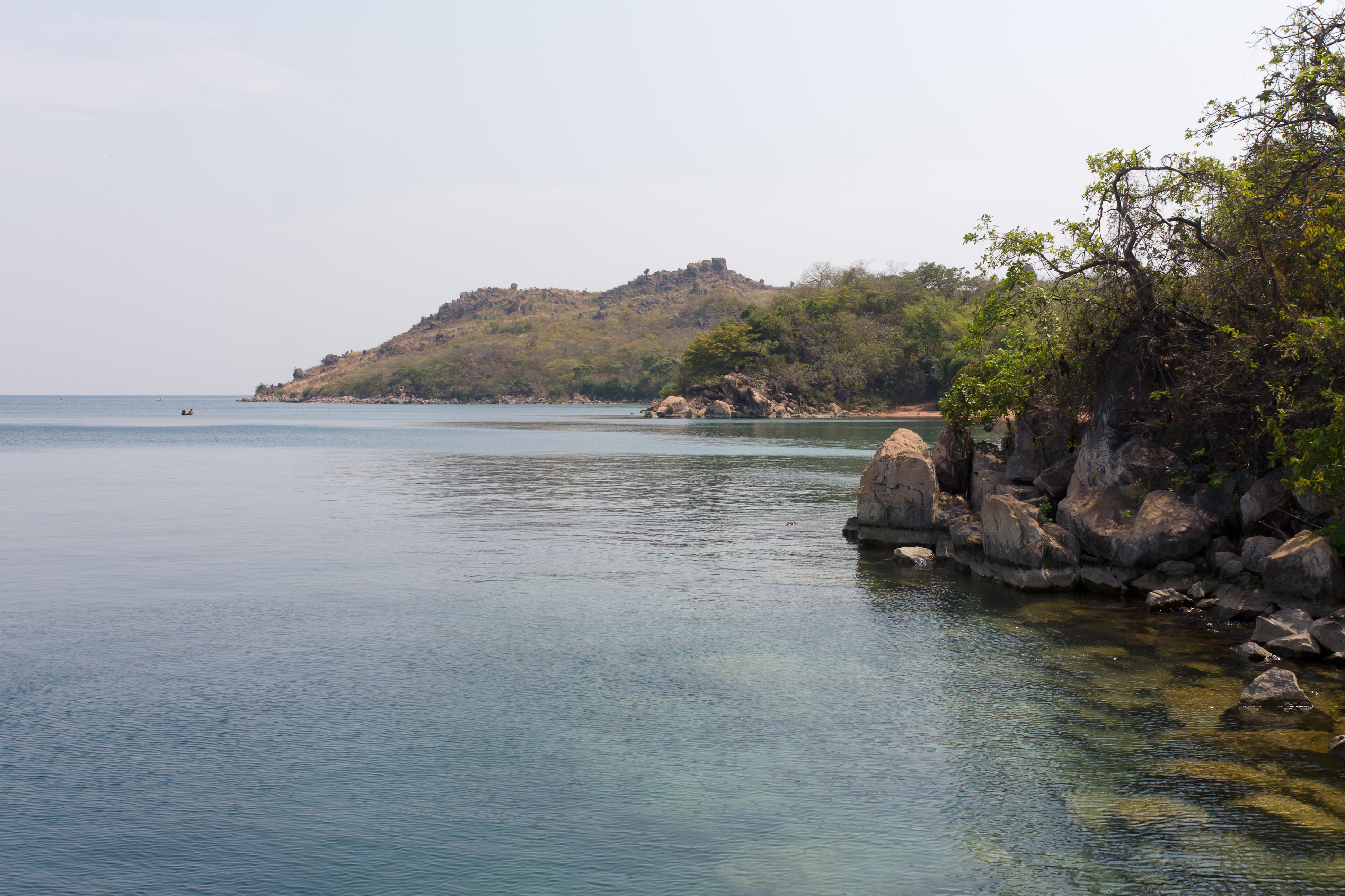
Wie hier bei Kigoma sind die Küsten vor allem von Felsen geprägt.

#### Felsenufer
Das artenreichste Biotop des Tanganjikasees ist das Felslitoral, oft als Steilküste ohne Flachwasserbereich ausgebildet. Höhere Pflanzen fehlen hier. Da das Wasser arm an Schwebeteilchen und sehr lichtdurchlässig ist sowie oft eine Sichtweite von über zehn Metern hat, sind die Felsen mit einem Aufwuchs von Algen überzogen. Die Algen bilden die Nahrungsgrundlage der Buntbarschgattung Tropheus und anderer Vertreter aus der Tribus Tropheini. Weitere dort lebende Gattungen sind Altolamprologus, Julidochromis, Lepidiolamprologus, Neolamprologus und Telmatochromis, sowie der Tanganjika-Leuchtaugenfisch (Lamprichthys tanganicanus), Fiederbartwelse und Stachelaale. Chalinochromis, Julidochromis, Neolamprologus und Telmatochromis durchkämmen die Algen nach unterschiedlichen Kleinlebewesen, Altolamprologus, Lepidolamprologus und die Stachelaale fressen kleine Krebstiere, Schnecken oder kleinere Fische. Alle Buntbarsche des Felslitorals, bis auf die Arten der Tribus Tropheini, die Maulbrüter sind, nutzen die Nischen, Höhlen und Spalten zwischen den Felsen als Versteck für ihr Gelege. Als Spitzenprädator tritt am Felslitoral der Riesenbarsch Lates angustifrons auf.

#### Geröllufer
Das Gerölllitoral besteht aus flachen Uferbereichen, dessen Boden mit Kies und Geröll, meist faust- bis fußballgroßen Steinen bedeckt ist. Auch hier fehlen höhere Wasserpflanzen, und die Steine sind mit Algen bedeckt. Die Zwischenräume zwischen den kleineren Steinen schaffen eine größere Anzahl von Versteckmöglichkeiten als im Felslitoral. Das Gerölllitoral ist der Lebensraum der Eretmodini, im deutschen auch Grundelbuntbarsche genannt, die sich von den Algen und den darin lebenden Insektenlarven ernähren.

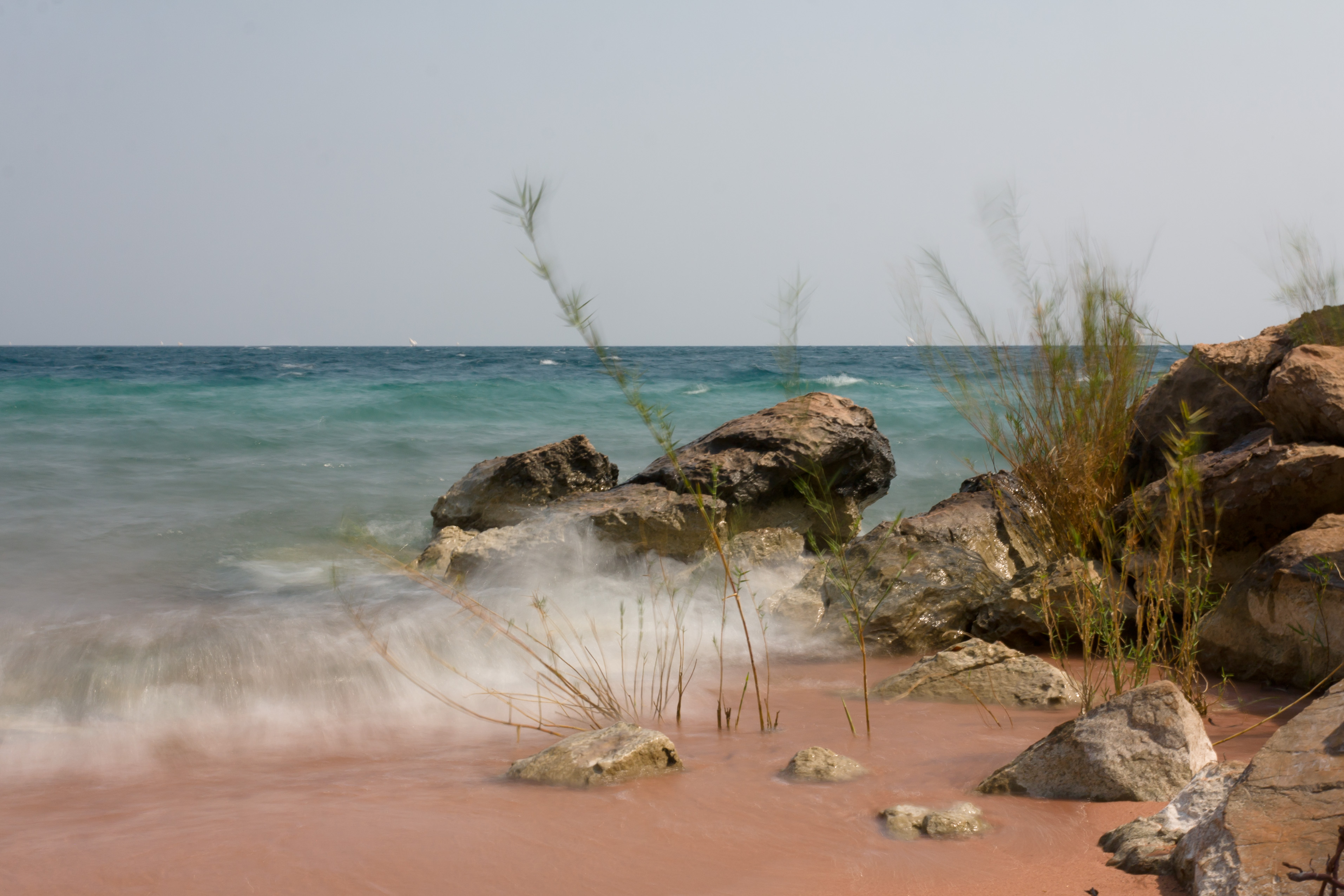
Kleiner Sandstrand am Übergang zur Felszone

#### Sandufer
Der artenärmste und eintönigste Uferbereich des Tanganjikasees sind die flachen, sandigen Ufer. Während die Bewohner der steinigen Küsten revierbildend sind, treten die Fische des Sandufers in Schwärmen auf. Es handelt sich vor allem um Buntbarsche aus der Tribus Ectodini, die in Anpassung an ihren Lebensraum relativ farblos sind. Am häufigsten sind graue oder weißliche Töne, manchmal auch mit silbrigen Seiten mit bläulichem oder grünlichem Glanz. Dunkle Markierungen fehlen. Die Fische ernähren sich, indem sie den Sand durchkauen. Einige kleine dort lebende Lamprologus und Neolamprologus-Arten nutzen die Gehäuse der großen Neothauma-Süßwasserschnecken als Versteck für ihren Laich. Das Sandlitoral ist auch das Hauptverbreitungsgebiet der wenigen im Tanganjikasee vorkommenden höheren Pflanzen, die direkte Uferzone ist oft mit Röhricht bewachsen. Ctenochromis horei und der Pflanzenfresser Limnotilapia dardennii sind Buntbarscharten die vor allem Pflanzenbestände bewohnen. Die Ufer sind auch der Lebensraum von Jungfischen der Riesenbarsche Lates mariae und L. microlepis.

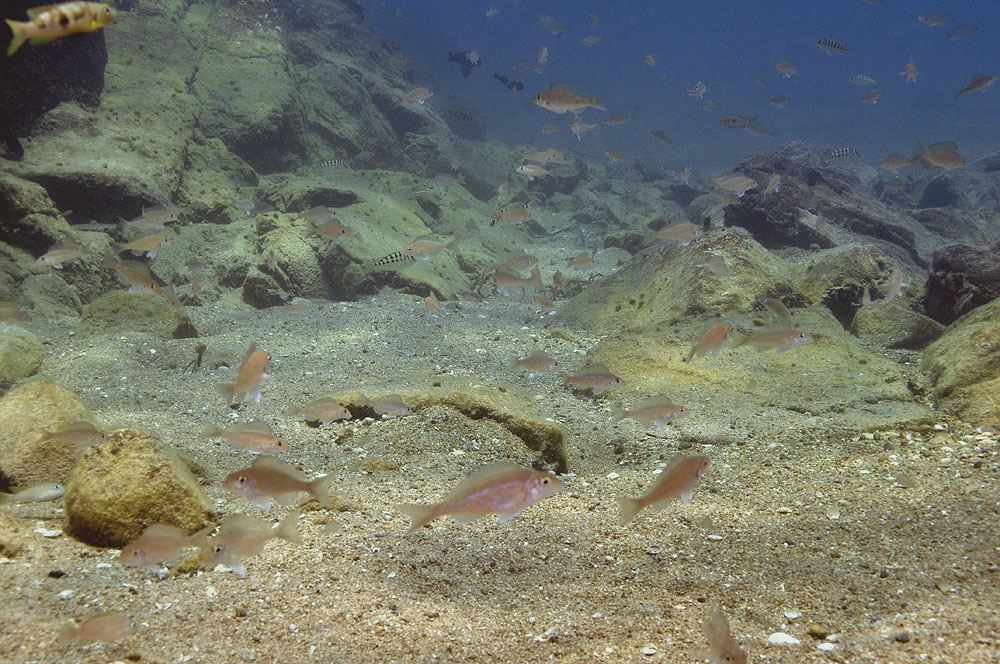
Übergangszone mit zahlreichen Buntbarschen

#### Übergangszone
Die Übergangszone vom Fels- zum Sandlitoral ist durch sandigen Untergrund und inselartig darin liegende Fels-, Stein- und Geröllhaufen gekennzeichnet. Wie in der Sandzone kommenden hier vor allem Buntbarsche aus der Tribus Ectodini vor (Aulonocranus dewindti, Cyathopharynx- und Ophthalmotilapia-Arten) sowie Neolamprologus tretocephalus und N. tetracanthus.

#### Sublitoral
Auch die tieferen Uferbereiche zwischen 50 Meter und dem Beginn der lebensfeindlichen Tiefe unterhalb von 100 bis 200 Meter hat ihre spezielle Fauna. Hier kommen vor allem Buntbarsche aus der Tribus Limnochromini vor. Gnathochromis permaxillaris aus dieser Gruppe, hat ein hochspezialisiertes, sehr dehnbares Maul, mit dem er Hüpferlinge vom Bodengrund aufsaugt. Auch die Schneckenbuntbarsche Lamprologus ornatipinnis und Neolamprologus brevis, Stachelwelse der Gattung Chrysichthys und der schneckenfressende Fiederbartwels Synodontis multipunctatus sind hier zu Hause.

#### Flussmündungen
In den Flussmündungen leben vor allem im Tanganjikasee nicht endemische Buntbarsche sowie Karpfenfische. Sie zeichnen sich oft durch größere Pflanzenbestände, einen schlammigen Grund und, vor allem zur Regenzeit, trübes, lehmigbraun gefärbtes Wasser aus. Zu den hier vorkommenden nicht endemischen Buntbarschen zählen Astatotilapia burtoni, Astatoreochromis straeleni, die verschiedenen Oreochromis-Arten, Coptodon rendalli und Tylochromis polylepis, sowie die endemischen Arten Callochromis macrops, Callochromis pleurospilus, Ctenochromis horei, Limnotilapia dardennii und Simochromis diagramma.

### Freiwasser
Das Pelagial des Sees ist wesentlich artenärmer als die verschiedenen Uferzonen. Häufigste Fische sind dort zwei Heringsarten, die Tanganjikasee-Sardine (Limnothrissa miodon) und Stolothrissa tanganicae. Beide treten in riesigen Schwärmen auf, werden nur etwa 10 cm lang und ernähren sich von Plankton. Sie sind die Nahrungsgrundlage für einige ichthyophage Buntbarschgattungen (Bathybates, Hemibates und Boulengerochromis) und die Riesenbarsche Lates mariae, L. microlepis und den in großen Schwärmen jagenden L. stappersii. Lates mariae kommt für gewöhnlich in größeren Tiefen vor. Im ufernahen Freiwasser leben auch die planktonfressenden Buntbarsche der Tribus Cyprichromini.

## Pflanzen

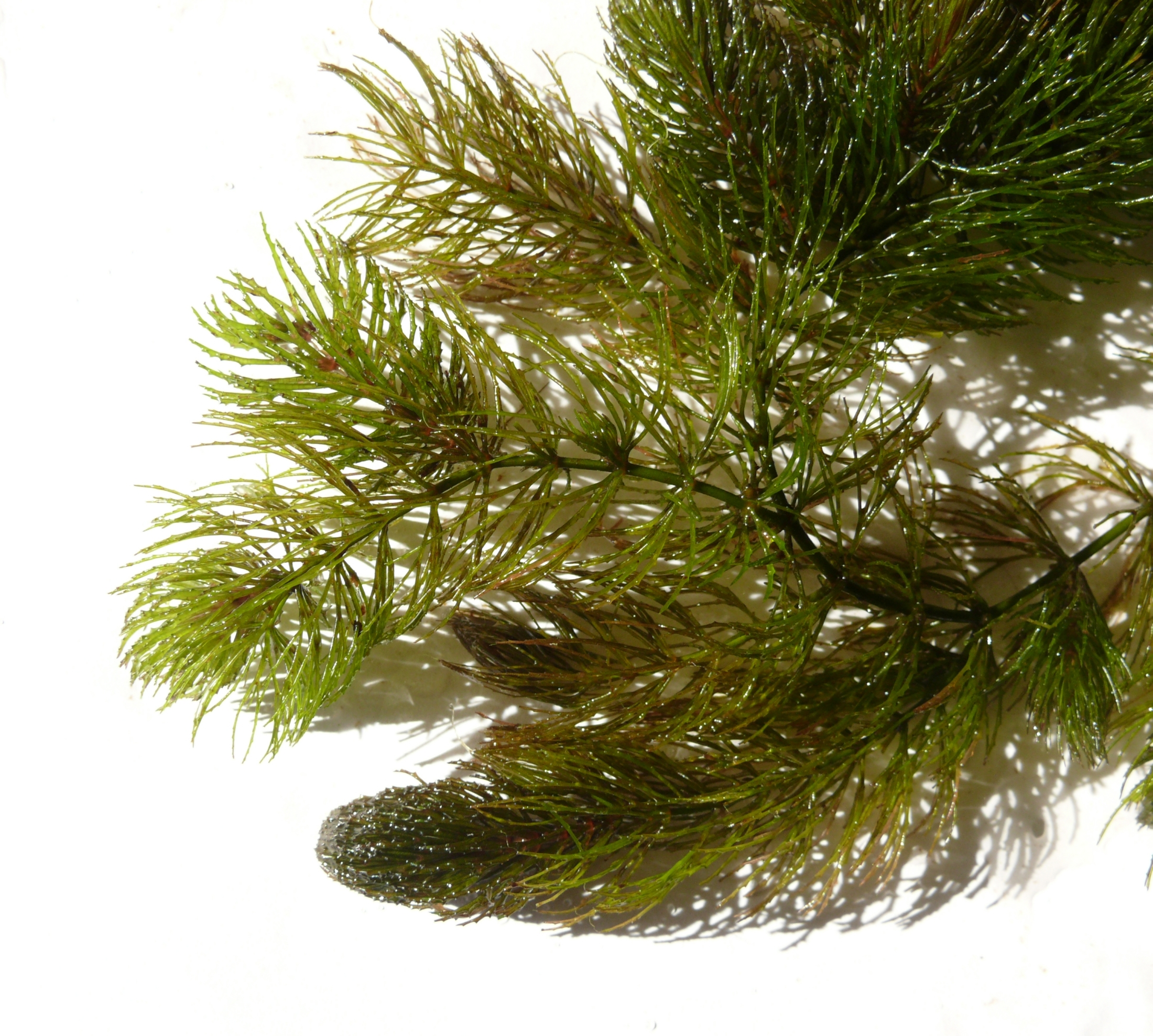
Raues Hornblatt (Ceratophyllum demersum)

Die Anzahl von Wasserpflanzenarten ist im Tanganjikasee in Bezug auf die Größe des Sees gering. Häufigste Wasserpflanze ist Vallisneria spiralis var. denserrulata, die große Wiesen in der Sandzone am Uferbereich des Sees und im Übergangsbereich zur Geröll- und Felszone bildet. Sie kommt bis in einer Tiefe von vier, seltener bis sechs Meter vor, wächst an strömungsreichen, wenig geschützten Stellen nur fünf bis zehn Zentimeter hoch und entwickelt Blätter, die ungewöhnlich hart und nach unten gebogen sind, um der Wellenbewegung widerstehen zu können. An geschützten Orten zeigt sie ihre gewöhnliche, bis 40 cm hohe Wuchsform. Das Raue Hornblatt (Ceratophyllum demersum) ist die einzige Wasserpflanze, die in Tiefen bis zehn Meter vorkommt. Sie wächst im Tanganjikasee ungewöhnlich kompakt, hat dicht sitzende Internodien, eine harte Blattstruktur und ist schwerer als das Wasser. So verhindert diese zerbrechliche Pflanze, die keine echten Wurzeln ausbildet, dass sie losgerissen an der Wasseroberfläche treibt und dort, dem starken Wellengang ausgesetzt, zugrunde geht. Das Ährige Tausendblatt (Myriophyllum spicatum) wächst oft zwischen Beständen von Vallisneria spiralis oder des Rauen Hornblatts in der flachen Sandzone, ist aber lichtbedürftiger, kommt nur in Tiefen bis drei Meter vor und ist gewöhnlich nur an den Sprossspitzen beblättert, während die im Schatten liegenden unteren Stängelabschnitte kahl sind. Zwei Laichkraut-Arten, das Kamm-Laichkraut (Potamogeton pectinatus) und P. schweinfurthii bilden in geschützten Buchten mit Sandböden oder in der Übergangszone zur Geröllzone in Tiefen von einem bis vier Meter miteinander vergesellschaftet große Unterwasserwiesen. Sie fehlen in Bereichen mit starkem Wellengang völlig. P. schweinfurthii ist mit einer maximalen Sprosslänge von 3,5 Metern die größte Pflanze des Tanganjikasees, während P. pectinatus nur einen halben Meter hoch wächst. Die Grundnessel (Hydrilla verticillata) bildet in der Sandzone in einer Tiefe von etwa einem Meter krautige Bestände und hat eiförmige Blätter, die sich von der normalen, lanzettförmigen Blättern unterscheiden. Sie ist im See nur selten, ebenso wie die beiden Nixenkräuter, das Große Nixenkraut (Najas marina) und Najas horrida. Alle Pflanzen haben in Anpassung an den extremen Wasserchemismus und die starke Wellenbewegung in Ufernähe ungewöhnlich harte Blätter.

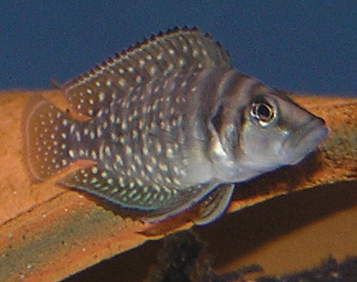
Altolamprologus calvus

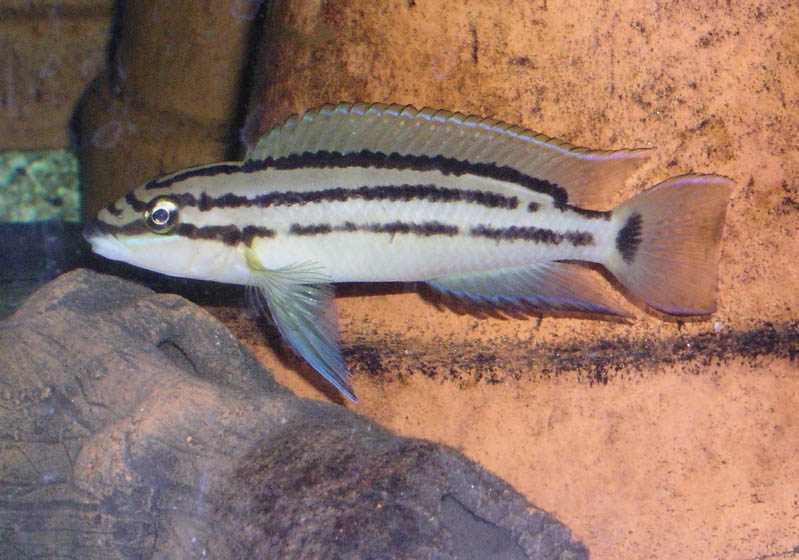
Julidochromis popelini

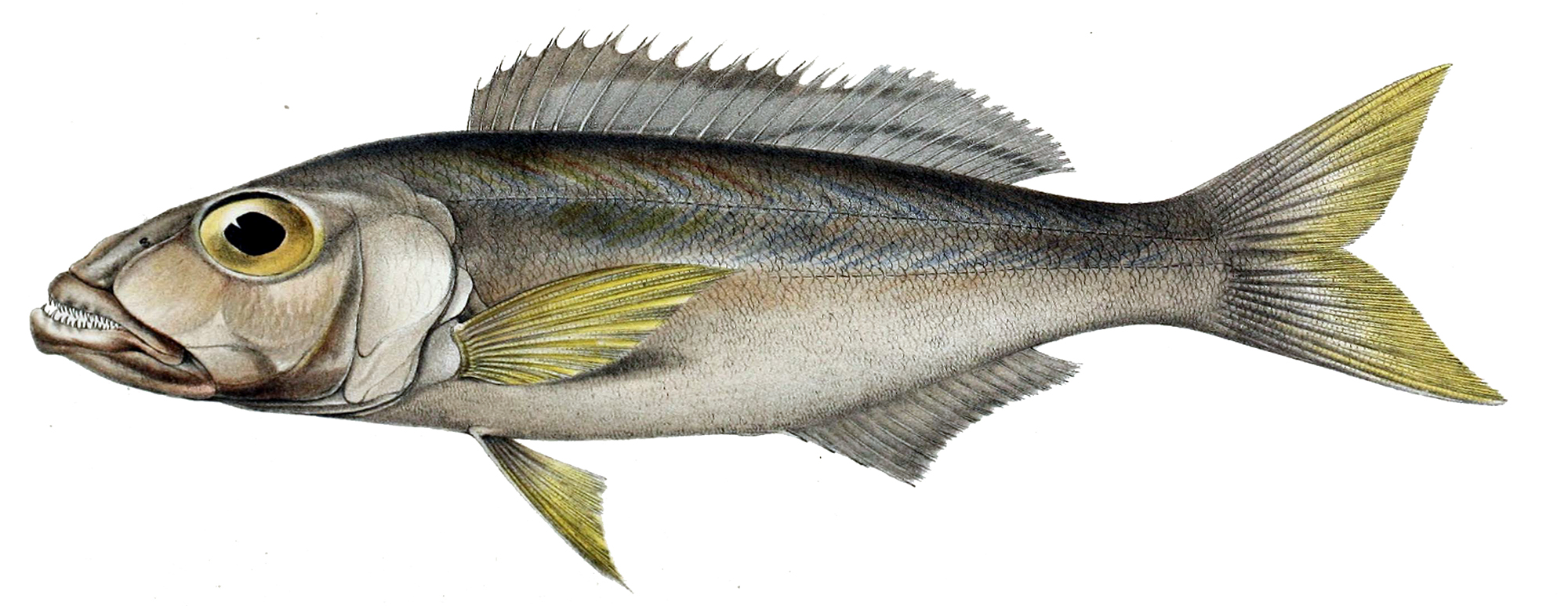
Bathybates ferox

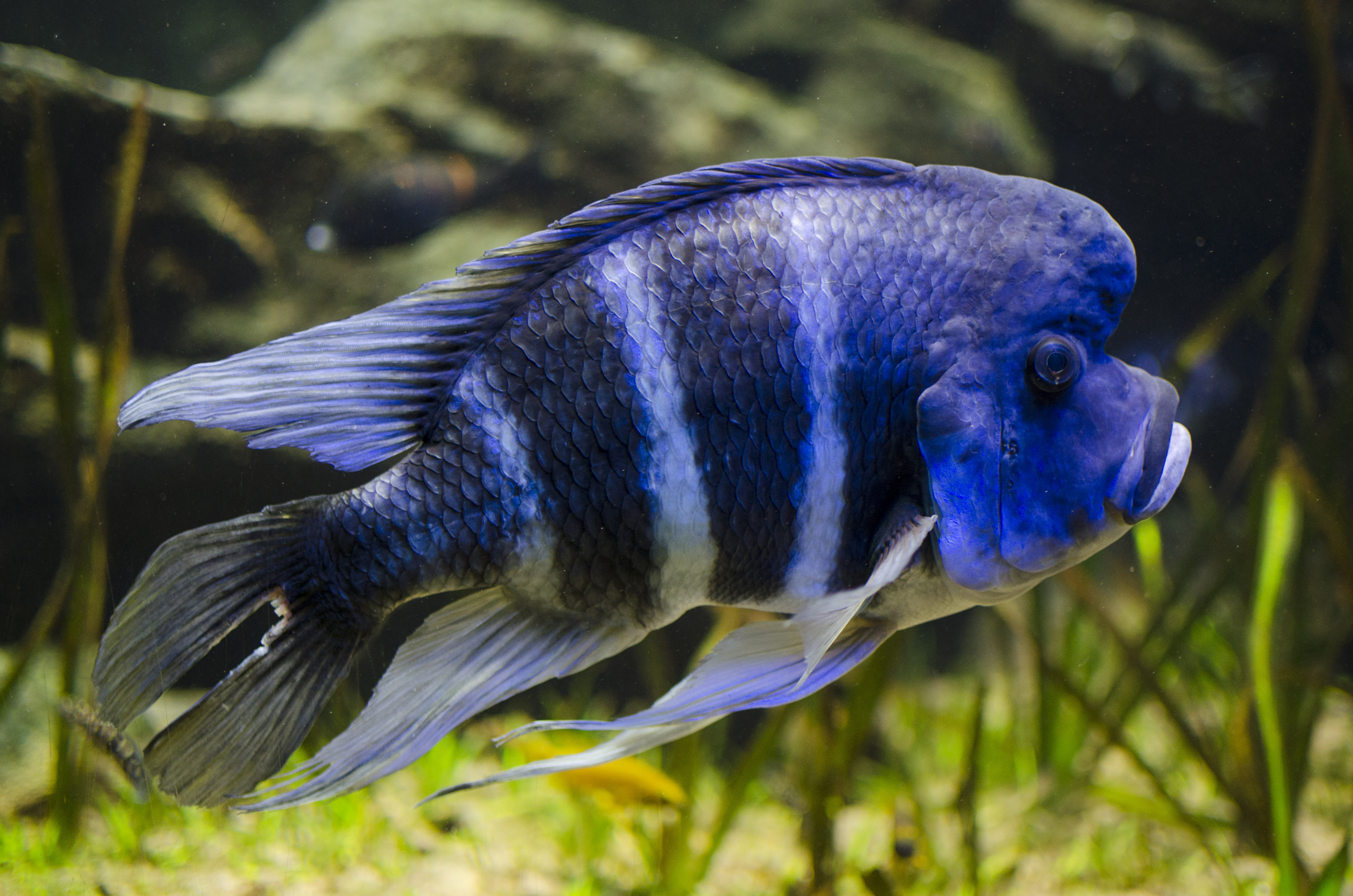
Cyphotilapia frontosa

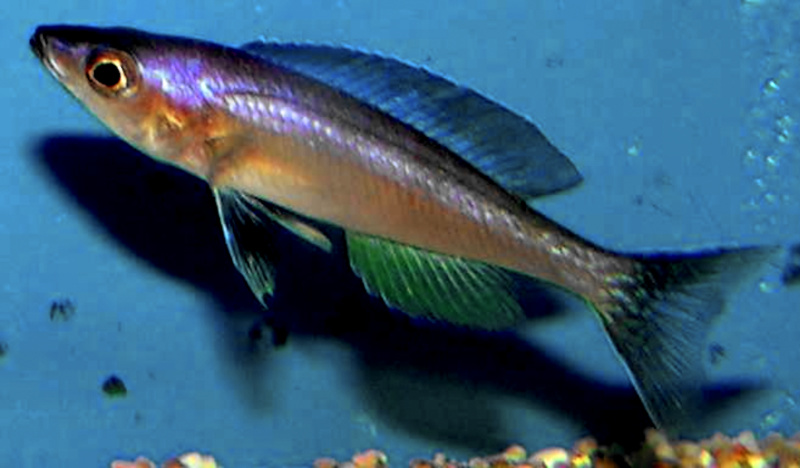
Cyprichromis leptosoma

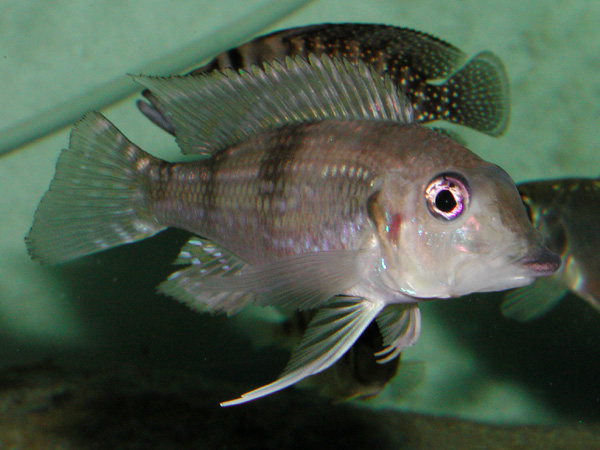
Gnathochromis permaxillaris

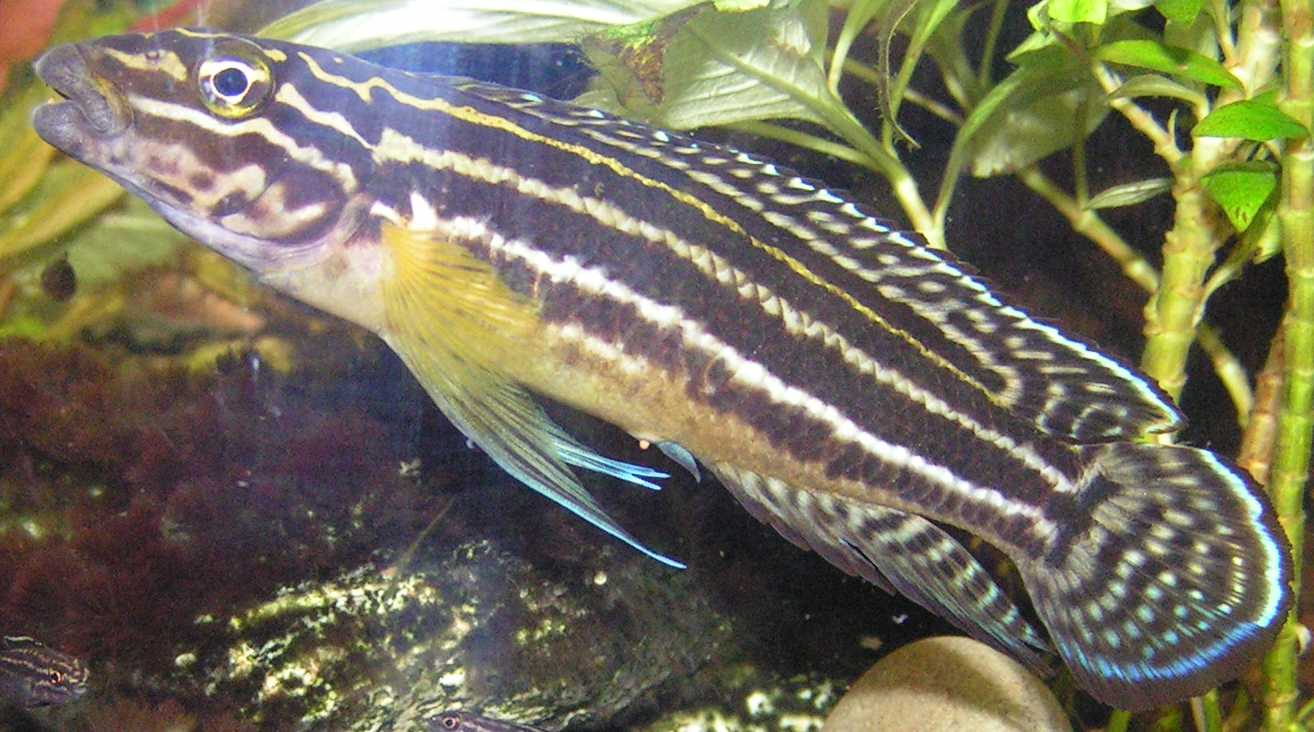
Julidochromis regani

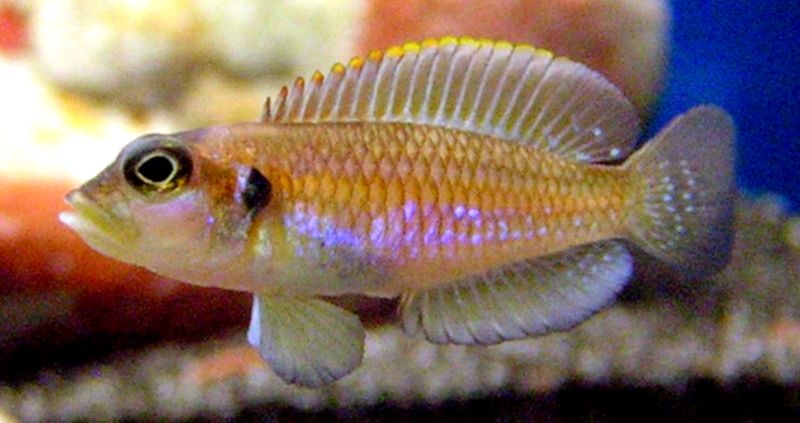
Lamprologus ocellatus

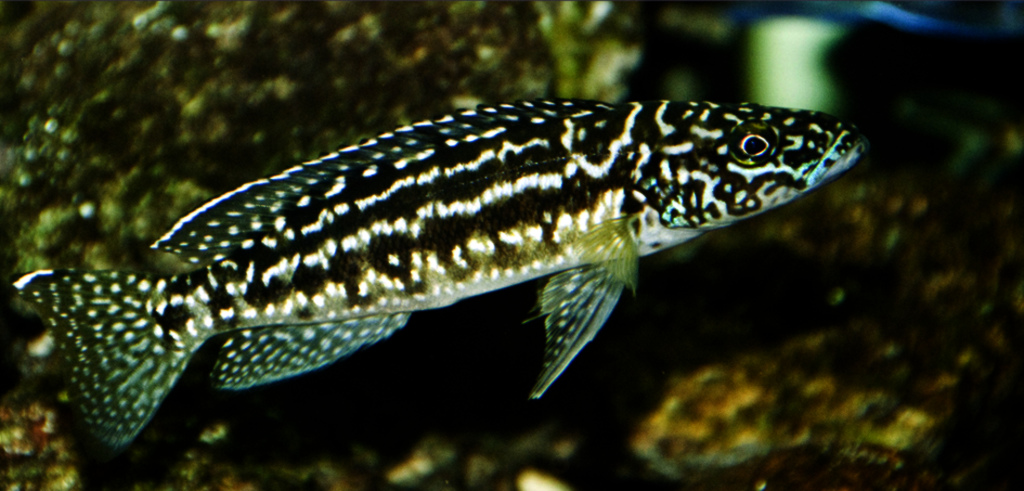
Lepidiolamprologus kendalli

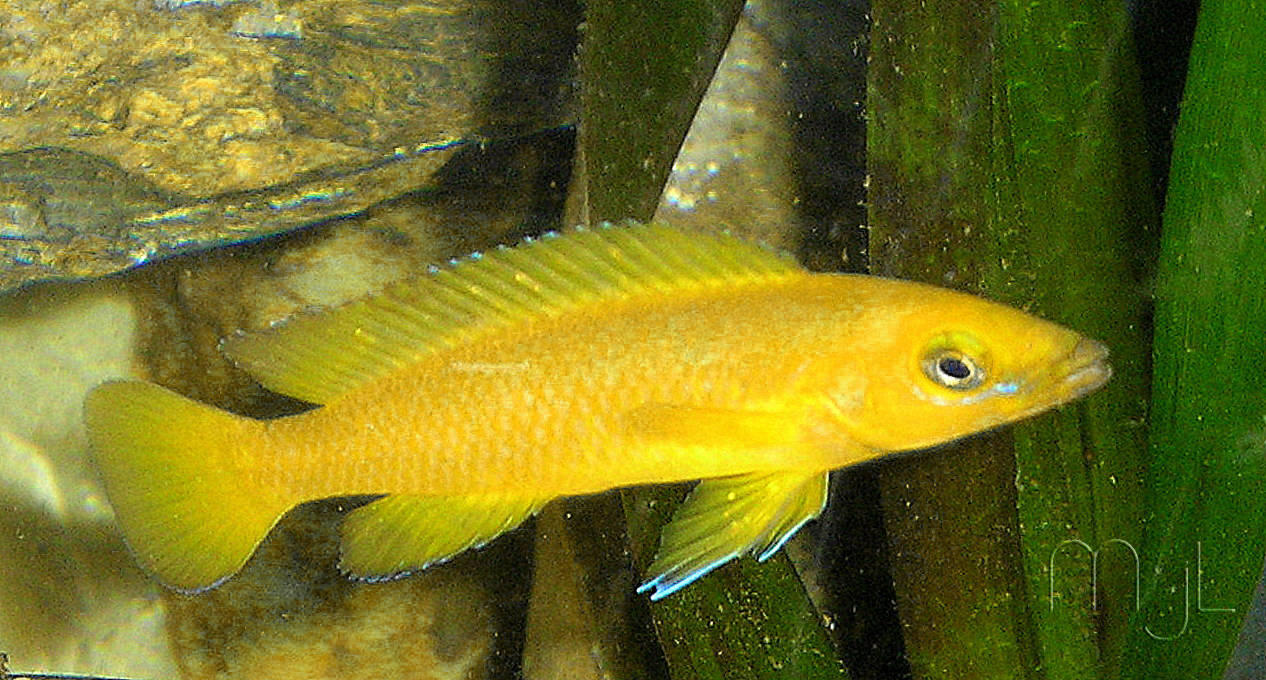
Neolamprologus leleupi

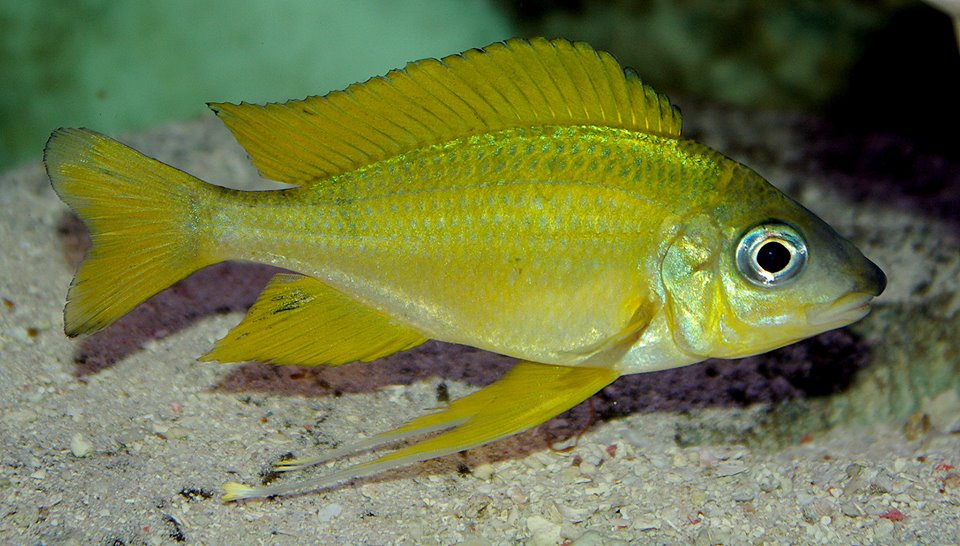
Ophthalmotilapia nasuta

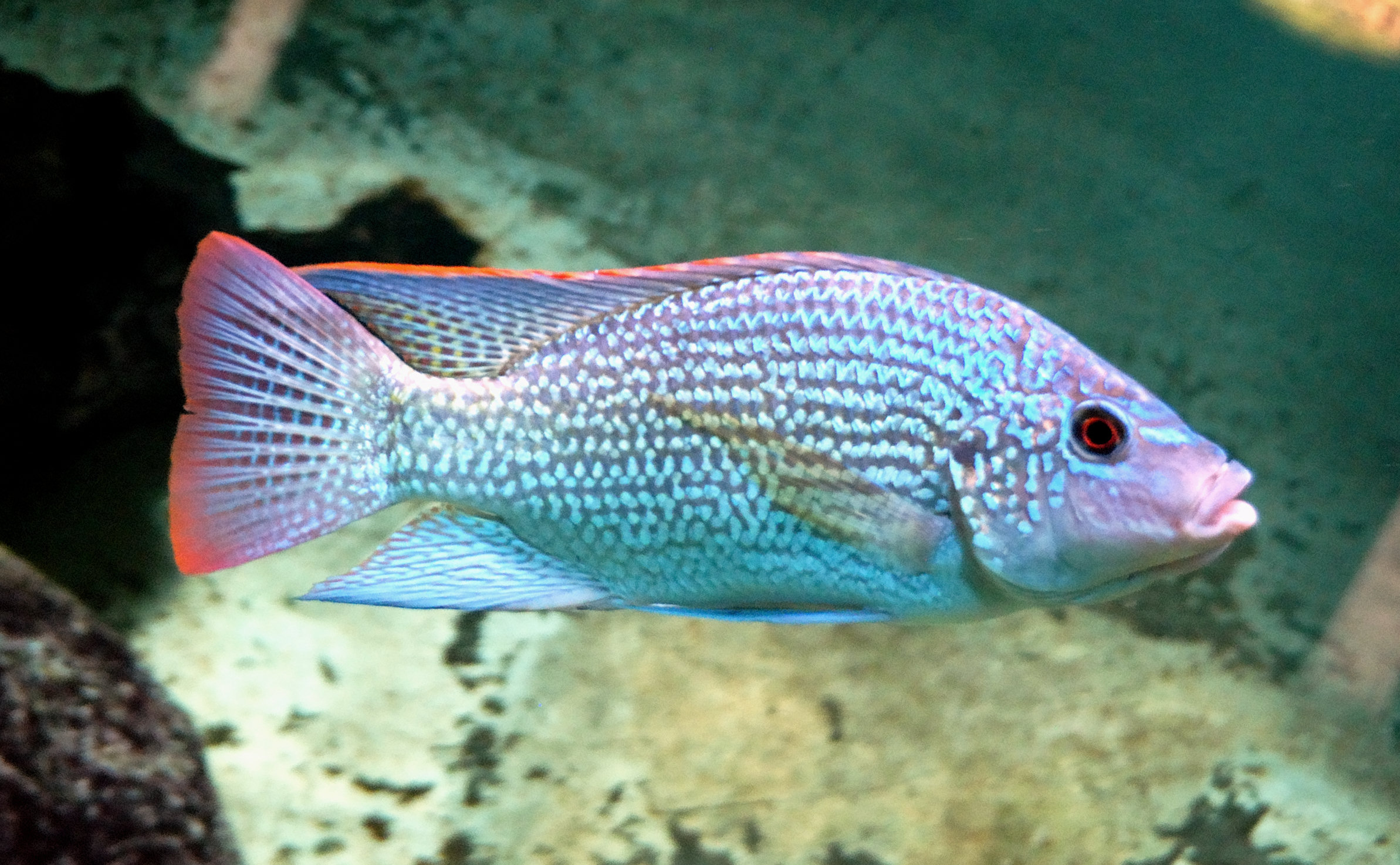
Oreochromis tanganicae

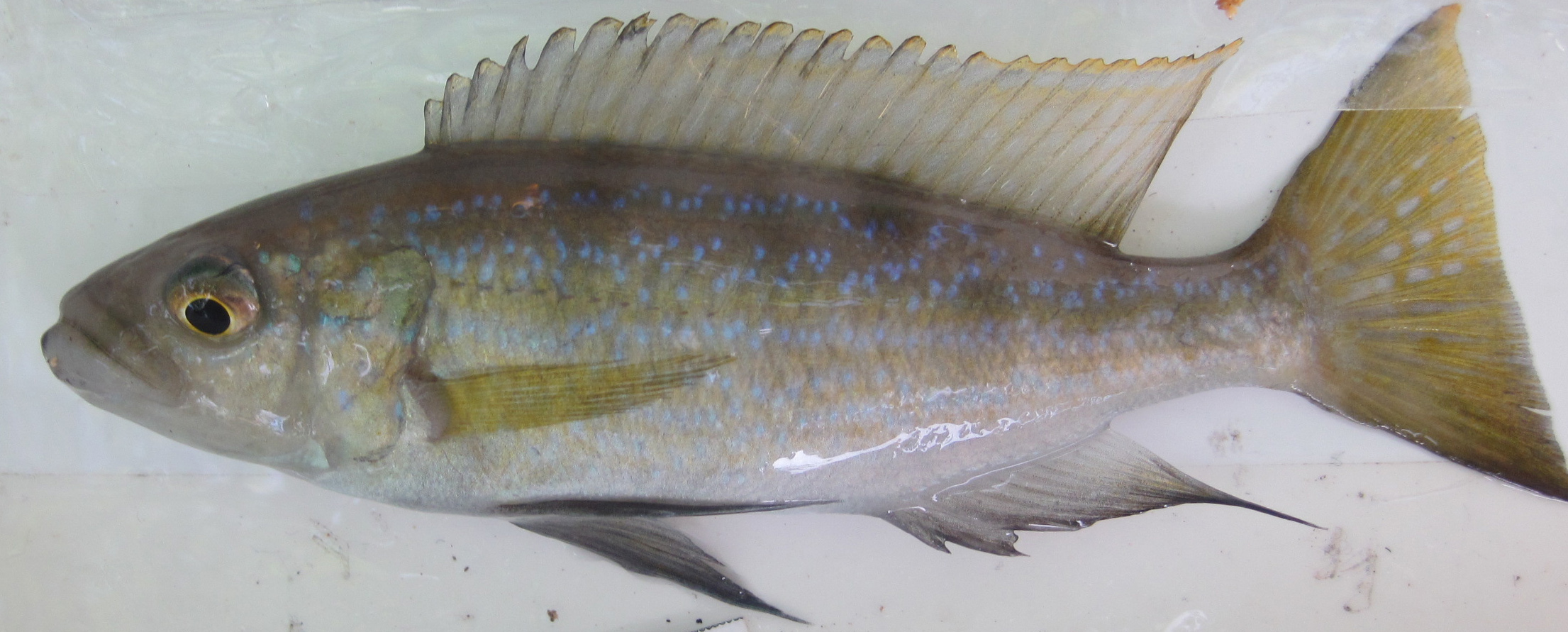
Perissodus microlepis

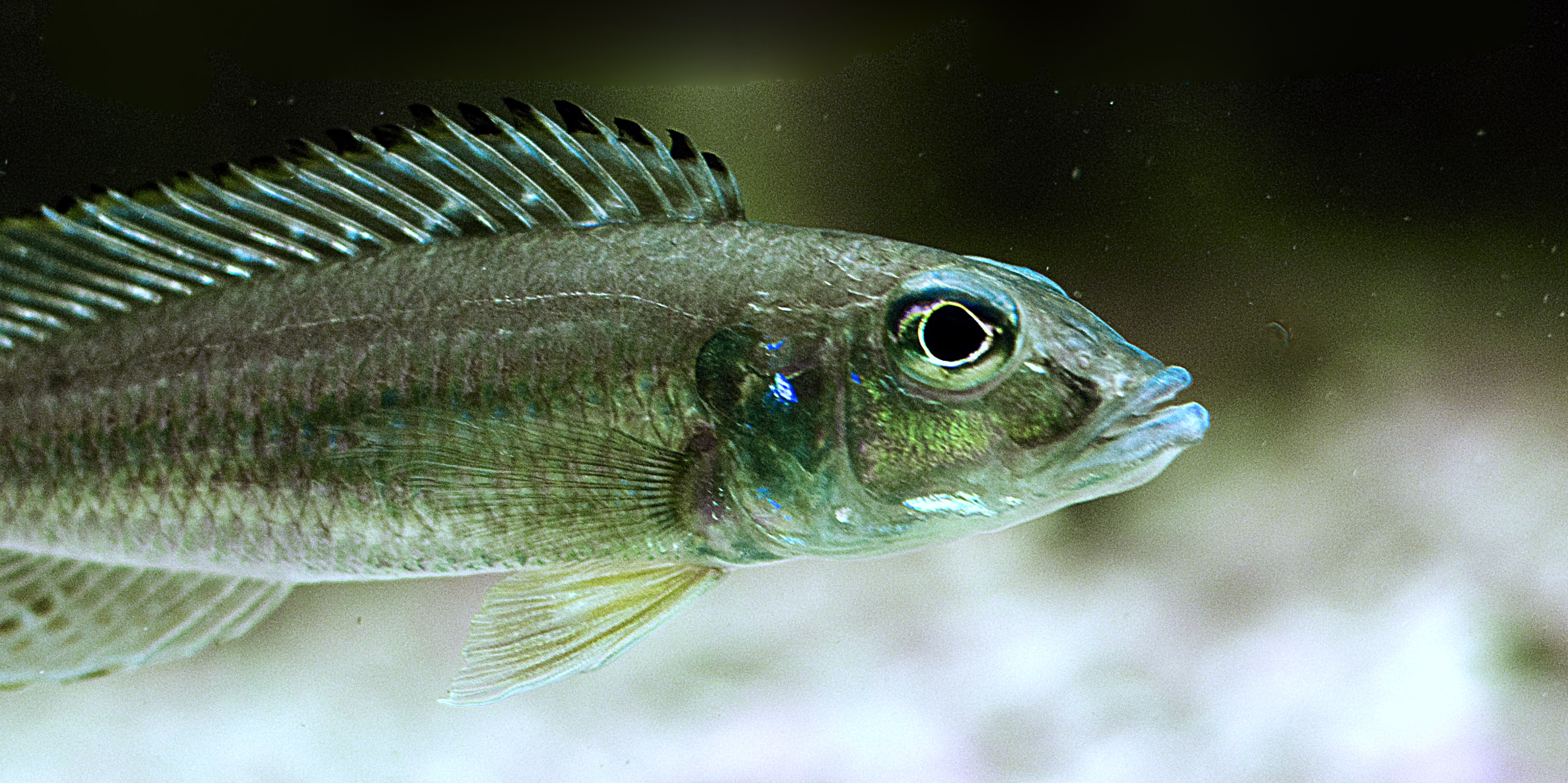
Reganochromis calliurus

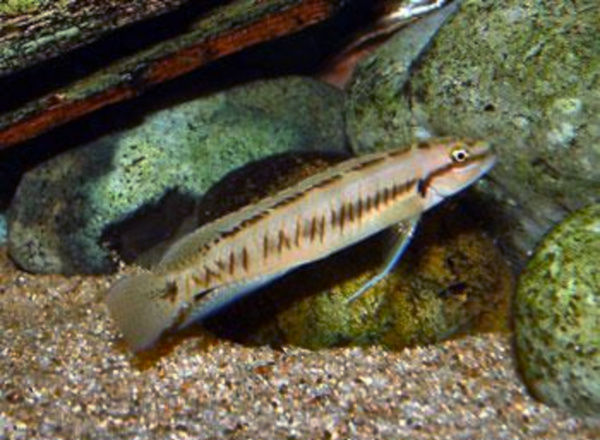
Telmatochromis vittatus

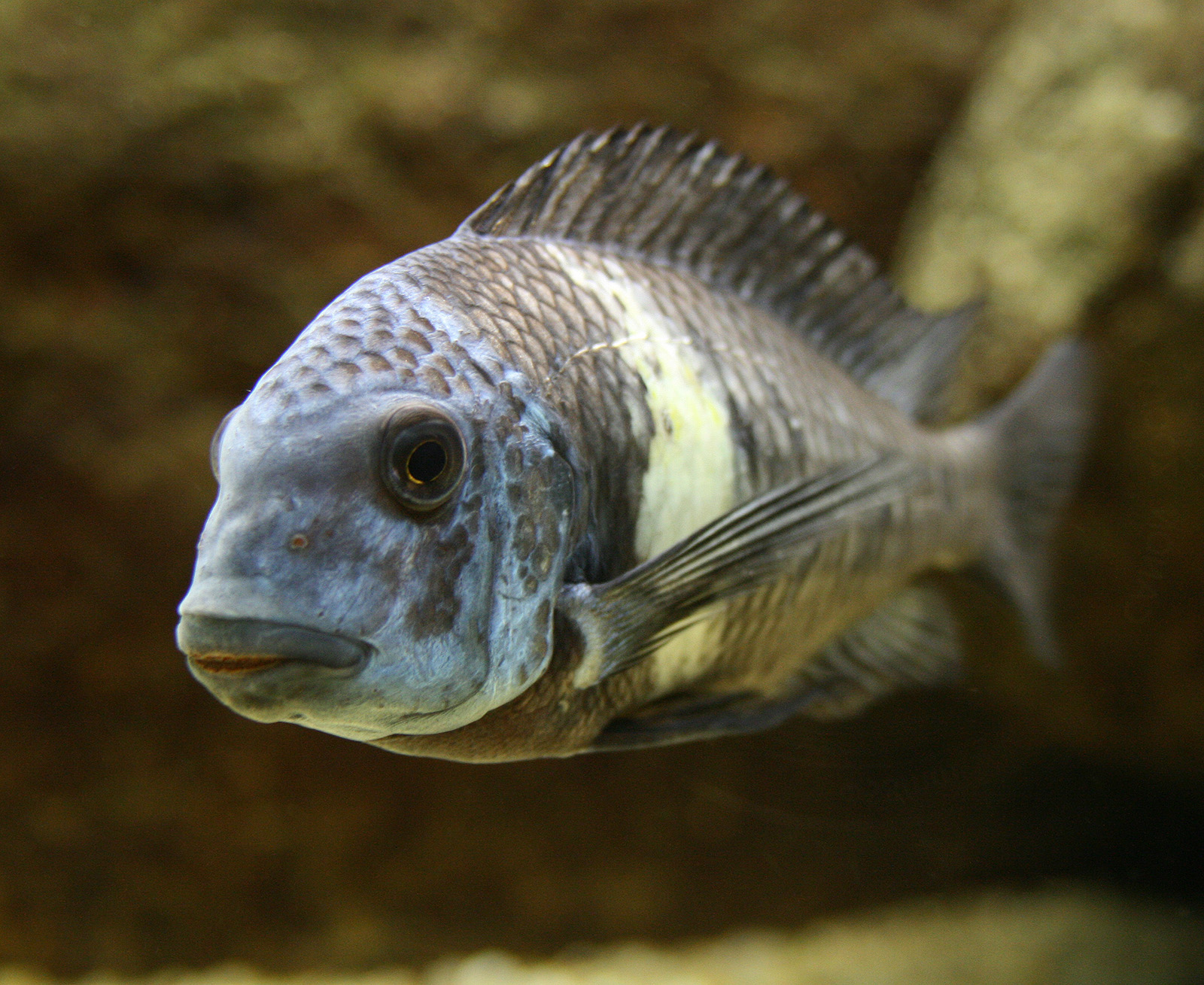
Tropheus duboisi

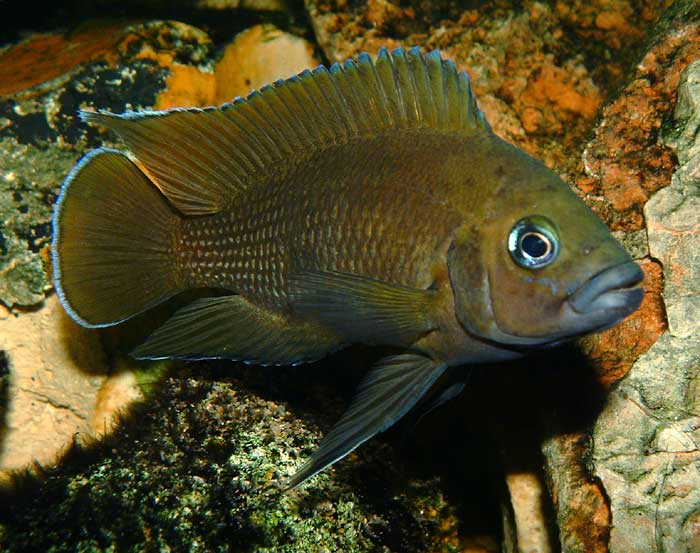
Variabilichromis moorii

## Buntbarsche
Die Fischfauna des Tanganjikasees wird von Buntbarschen (Cichlidae) dominiert, alle aus der afrikanischen Unterfamilie Pseudocrenilabrinae. Fast alle Arten und die große Mehrheit der Gattungen sind endemisch, dazu gibt es mit den Bathybatini, Benthochromini, Boulengerochromini, Cyphotilapiini, Cyprichromini, Ectodini, Eretmodini, Limnochromini und Perissodini auch neun endemische Tribus und bis auf einige im Kongo lebende Arten der Gattung Lamprologus sind auch alle Lamprologini nur im Tanganjikasee anzutreffen. Im Tanganjikasee gibt es sowohl Maulbrüter als auch Substratlaicher und Höhlenbrüter, darunter einige kleine Lamprologus und Neolamprologus-Arten die Schneckenhäuser nutzen. Die Anzahl der Buntbarscharten im See liegt bei etwa 250. Damit ist der Tanganjikasee artenärmer als der ähnliche Malawisee (über 1200 Arten) und der Viktoriasee (400 bis 500 Arten). Die Buntbarschfauna des Tanganjikasees zeigt aber eine größere Variabilität als die des Malawi- und Viktoriasees, die fast ausschließlich aus Arten der Tribus Pseudocrenilabrini bestehen.
Der letzte gemeinsame Vorfahr der 250 Buntbarscharten lebte vor etwa 10 Millionen Jahren zu einer Zeit, in der auch der See entstand. Kurz nach der Besiedlung des Sees haben sich die Buntbarsche an unterschiedliche ökologische Nischen angepasst und in drei Entwicklungsschüben sind die verschiedenen Tribus, Gattungen und Arten entstanden. Der erste Entwicklungsschub fand vor acht bis sechs Millionen Jahren statt und führte zu einer Veränderungen des Körperbaus der Buntbarsche. Es entwickelten sich verschiedene Typen von torpedoförmigen Raubfischen (z. B. Bathybates u. Boulengerochromis) bis hin zu hochrückigen Algenfressern. Vor fünf bis vier Millionen Jahren, während des zweiten Schubs, evolvierten die Fische unterschiedliche Kieferformen mit ober-, mittel- und unterständigen Mäulern. Vor etwa zwei Millionen Jahren fand der dritte Schub statt in dem sich der Pharyngealkiefer, der dem Zerkleinern der Nahrung dient, veränderte. Außerdem entwickelten sich verschiedene Farbmuster.
Im Folgenden werden alle Buntbarscharten des Sees aufgelistet:
| - Tribus Bathybatini - Bathybates fasciatus - Bathybates ferox - Bathybates graueri - Bathybates hornii - Bathybates leo - Bathybates minor - Bathybates vittatus - Hemibates koningsi - Hemibates stenosoma - Tribus Benthochromini - Benthochromis horii - Benthochromis melanoides - Benthochromis tricoti - Tribus Boulengerochromini - Boulengerochromis microlepis - Tribus Coptodonini - Coptodon rendalli - Tribus Cyphotilapiini - Tanganjika-Beulenkopf (Cyphotilapia frontosa) - Cyphotilapia gibberosa - Trematochromis benthicola - Tribus Cyprichromini - Cyprichromis coloratus - Cyprichromis leptosoma - Cyprichromis microlepidotus - Cyprichromis pavo - Cyprichromis zonatus - Paracyprichromis brieni - Paracyprichromis nigripinnis - Tribus Ectodini - Aulonocranus dewindti - Callochromis macrops - Callochromis melanostigma - Callochromis pleurospilus - Cardiopharynx schoutedeni - Cunningtonia longiventralis - Cyathopharynx foae - Cyathopharynx furcifer - Ectodus descampsii - Grammatotria lemairii - Lestradea perspicax - Lestradea stappersii - Ophthalmotilapia boops - Ophthalmotilapia heterodonta - Ophthalmotilapia nasuta - Ophthalmotilapia ventralis - Xenotilapia albini - Xenotilapia bathyphila - Xenotilapia boulengeri - Xenotilapia burtoni - Xenotilapia caudafasciata - Xenotilapia flavipinnis - Xenotilapia leptura - Xenotilapia longispinis - Xenotilapia melanogenys - Xenotilapia nasus - Xenotilapia nigrolabiata - Xenotilapia ochrogenys - Xenotilapia ornatipinnis - Xenotilapia papilio - Xenotilapia rotundiventralis - Xenotilapia sima - Xenotilapia spiloptera - Xenotilapia tenuidentata - Tribus Eretmodini - Eretmodus cyanostictus - Eretmodus marksmithi - Spathodus erythrodon - Spathodus marlieri - Tanganicodus irsacae - Tribus Lamprologini - Altolamprologus calvus - Altolamprologus compressiceps - Julidochromis brichardi - Julidochromis cyanophleps - Dickfelds Schlankcichlide (Julidochromis dickfeldi) - Julidochromis marksmithi - Schachbrett-Schlankcichlide (J. marlieri) - Gelber Schlankcichlide (J. ornatus) - Julidochromis popelini - Vierstreifen-Schlankcichlide (J. regani) - Schwarzweißer Schlankcichlide (J. transcriptus) - Lamprologus callipterus - Lamprologus finalimus - Lamprologus kungweensis - Lamprologus laparogramma - Lamprologus lemairii - Lamprologus meleagris - Lamprologus ocellatus - Lamprologus ornatipinnis - Lamprologus signatus - Lamprologus speciosus - Lamprologus stappersi - Lepidiolamprologus attenuatus - Lepidiolamprologus boulengeri - Lepidiolamprologus cunningtoni - Lepidiolamprologus elongatus - Lepidiolamprologus kamambae - Lepidiolamprologus kendalli - Lepidiolamprologus mimicus - Lepidiolamprologus profundicola - Neolamprologus bifasciatus - Neolamprologus brevis - Neolamprologus buescheri - Neolamprologus cancellatus - Neolamprologus caudopunctatus - Neolamprologus chitamwebwai - Neolamprologus christyi - Neolamprologus crassus - Neolamprologus cylindricus - Neolamprologus falcicula - Neolamprologus fasciatus - Neolamprologus furcifer - Neolamprologus gracilis | - - Neolamprologus hecqui - Neolamprologus helianthus - Tanganjika-Goldcichlide (N. leleupi) - Neolamprologus leloupi - Neolamprologus longicaudatus - Neolamprologus marunguensis - Neolamprologus meeli - Neolamprologus modestus - Neolamprologus mondabu - Vielgestreifter Schneckenbuntbarsch (N. multifasciatus) - Neolamprologus mustax - Neolamprologus niger - Neolamprologus nigriventris - Neolamprologus obscurus - Neolamprologus olivaceous - Neolamprologus pectoralis - Neolamprologus petricola - Neolamprologus pleuromaculatus - Neolamprologus prochilus - Neolamprologus pulcher - Neolamprologus savoryi - Neolamprologus schreyeni - Neolamprologus sexfasciatus - Neolamprologus similis - Neolamprologus splendens - Neolamprologus tetracanthus - Neolamprologus toae - Fünfstreifen-Tanganjikabuntbarsch (N. tretocephalus) - Neolamprologus variostigma - Neolamprologus ventralis - Neolamprologus walteri - Neolamprologus wauthioni - Telmatochromis bifrenatus - Telmatochromis brachygnathus - Telmatochromis burgeoni - Telmatochromis dhonti - Telmatochromis temporalis - Telmatochromis vittatus - Variabilichromis moorii - Tribus Limnochromini - Baileychromis centropomoides - Gnathochromis permaxillaris - Greenwoodochromis abeelei - Greenwoodochromis bellcrossi - Greenwoodochromis christyi - Greenwoodochromis staneri - Limnochromis auritus - Reganochromis calliurus - Tangachromis dhanisi - Triglachromis otostigma - Tribus Oreochromini - Oreochromis karomo - Oreochromis leucostictus - Oreochromis malagarasi - Oreochromis niloticus - Oreochromis tanganicae - Tribus Orthochromini - Orthochromis luichensis - Orthochromis rugufuensis - Tribus Perissodini - Haplotaxodon microlepis - Haplotaxodon trifasciatus - Perissodus eccentricus - Perissodus elaviae - Perissodus microlepis - Perissodus multidentatus - Perissodus paradoxus - Perissodus straeleni - Xenochromis hecqui - Tribus Pseudocrenilabrini - Astatoreochromis straeleni - Astatotilapia burtoni - Astatotilapia stappersii - Interochromis loocki - Jabarichromis pfefferi - Limnotilapia dardennii - Lobochilotes labiatus - Petrochromis calliris - Petrochromis daidali - Petrochromis famula - Petrochromis fasciolatus - Petrochromis heffalumpus - Petrochromis horii - Petrochromis lisachisme - Petrochromis macrognathus - Petrochromis orthognathus - Petrochromis paucispinis - Petrochromis polyodon - Petrochromis ephiphium - Petrochromis trewavasae - Pseudosimochromis babaulti - Pseudosimochromis curvifrons - Pseudosimochromis margaretae - Pseudosimochromis marginatus - Pseudosimochromis pleurospilus - Shuja horei - Simochromis diagramma - Tropheus annectens - Tropheus brichardi - Tropheus duboisi - Tropheus kasabae - Tropheus moorii - Tropheus polli - Tribus Trematocarini - Trematocara caparti - Trematocara kufferathi - Trematocara macrostoma - Trematocara marginatum - Trematocara nigrifrons - Trematocara stigmaticum - Trematocara unimaculatum - Trematocara variabile - Trematocara zebra - Tribus Tylochromini - Tylochromis polylepis |

## Nicht-Cichliden
Neben den dominierenden Buntbarschen leben etwa 100 weitere Fischarten im Tanganjikasee. Im Unterschied zu den Buntbarschen, die zu 97 % endemisch sind, ist der Endemismus der übrigen Fischfamilie weitaus geringer und liegt bei etwa 50 %. Viele der nicht endemischen Arten sind nur in den Mündungen der in den Tanganjikasee fließenden Flüsse oder im unmittelbar daran anschließenden Bereich nachgewiesen.

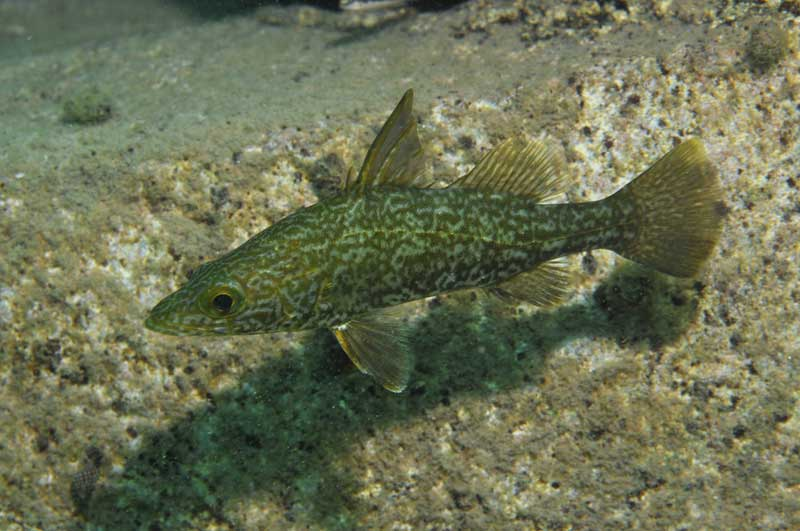
Ein junger Lates angustifrons

### Riesenbarsche
| - Lates angustifrons - Lates mariae | - Lates microlepis - Lates stappersii |

Die vier Riesenbarscharten bilden eine monophyletische Klade. Ihr gemeinsamer Vorfahr kam aus dem Kongobecken und besiedelte den See erst im Pleistozän vor 1,76 bis 1,27 Millionen Jahren lange nach den Buntbarschen.

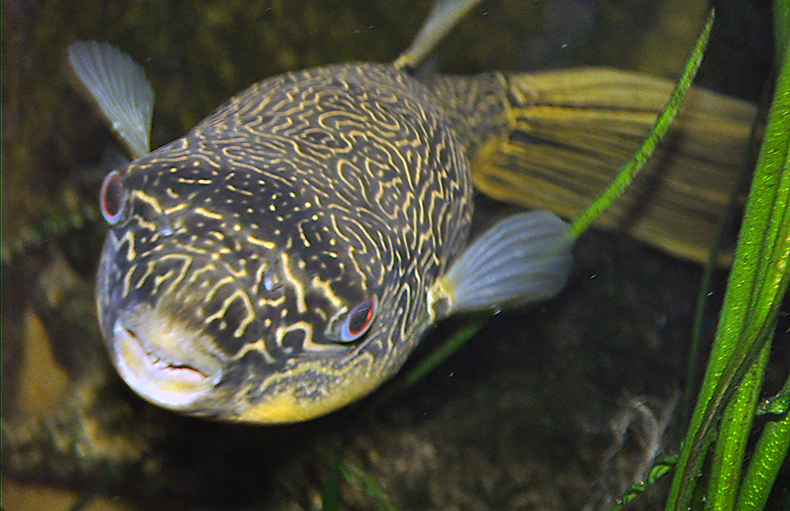
Tetraodon mbu

### Kugelfische
- Tetraodon mbu

### Stachelaale

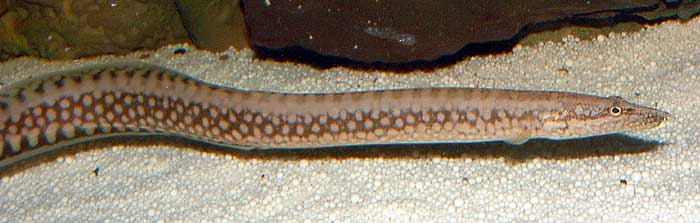
Der Stachelaal Mastacembelus moorii

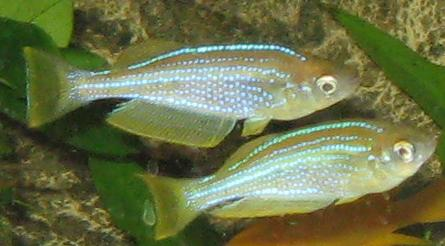
Lamprichthys tanganicanus

| - Mastacembelus albomaculatus - Mastacembelus cunningtoni - Mastacembelus ellipsifer - Mastacembelus flavidus - Mastacembelus frenatus - Mastacembelus micropectus - Mastacembelus moorii | - Mastacembelus ophidium - Mastacembelus plagiostomus - Mastacembelus platysoma - Mastacembelus polli - Mastacembelus reygeli - Mastacembelus tanganicae - Mastacembelus zebratus |

### Zahnkarpfen
- Lacustricola pumilus
- Tanganjika-Leuchtaugenfisch (Lamprichthys tanganicanus)

### Welse

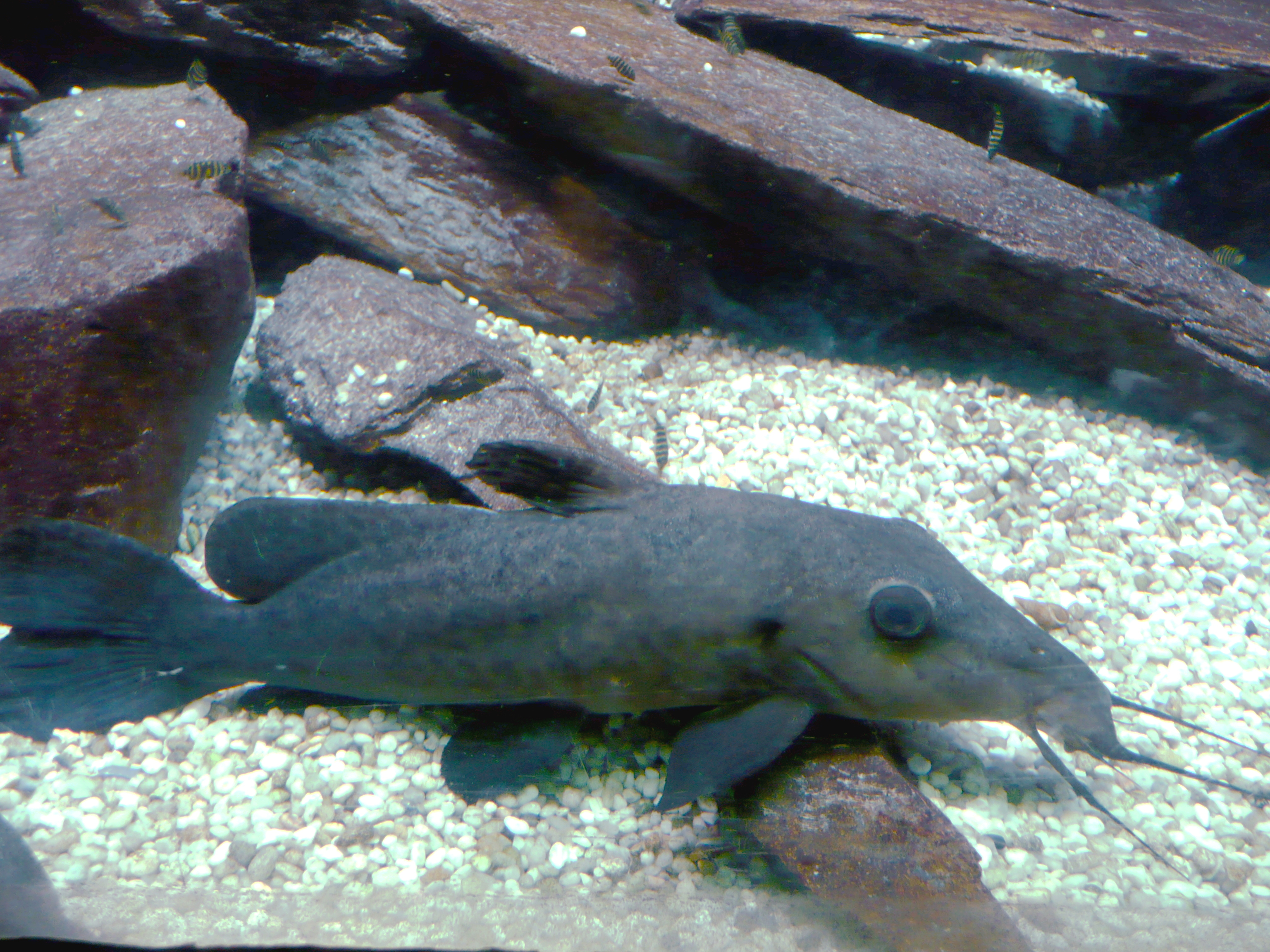
Auchenoglanis occidentalis

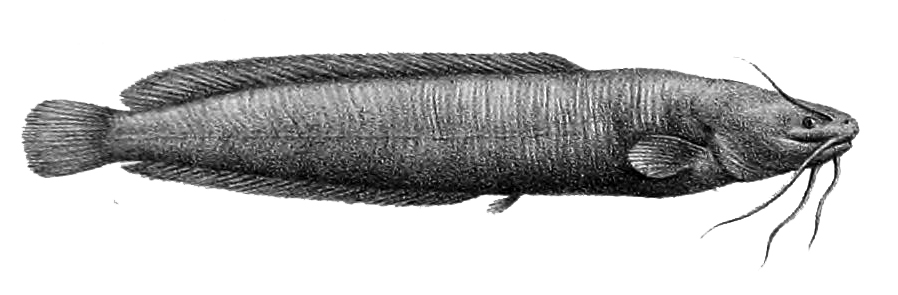
Clarias liocephalus

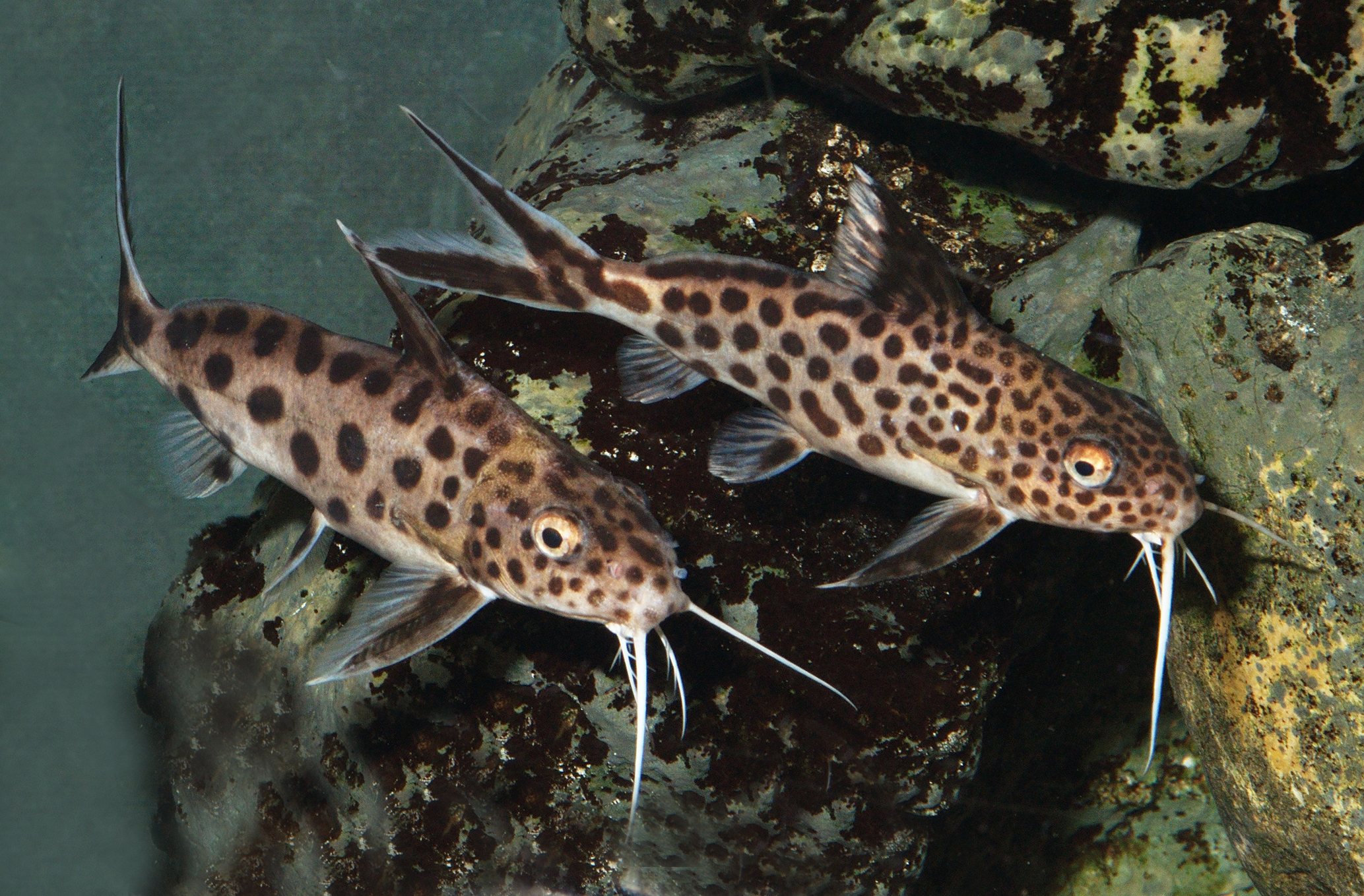
Synodontis grandiops

| - Amphilius kivuensis - Zaireichthys rotundiceps - Ctenopoma muriei - Bagrus docmak - Citharinus gibbosus - Clariallabes mutsindoziensis - Clarias alluaudi - Clarias liocephalus - Clarias theodorae - Clarias werneri - Dinotopterus cunningtoni - Heterobranchus longifilis - Tanganikallabes alboperca - Tanganikallabes mortiauxi - Tanganikallabes stewarti - Auchenoglanis occidentalis - Bathybagrus grandis - Bathybagrus graueri - Bathybagrus platycephalus - Bathybagrus sianenna - Bathybagrus stappersii - Bathybagrus tetranema - Chrysichthys acsiorum - Chrysichthys brachynema | - Lophiobagrus aquilus - Lophiobagrus asperispinis - Lophiobagrus brevispinis - Lophiobagrus cyclurus - Phyllonemus brichardi - Phyllonemus filinemus - Phyllonemus typus - Pseudotanganikallabes prognatha - Malapterurus polli - Malapterurus tanganyikaensis - Chiloglanis lukugae - Chiloglanis pojeri - Synodontis dhonti - Synodontis grandiops - Synodontis granulosa - Synodontis ilebrevis - Synodontis irsacae - Synodontis lucipinnis - Synodontis multipunctatus - Synodontis nigromaculata - Synodontis petricola - Synodontis polli - Synodontis tanganyicae - Schilbe durinii |

### Salmler

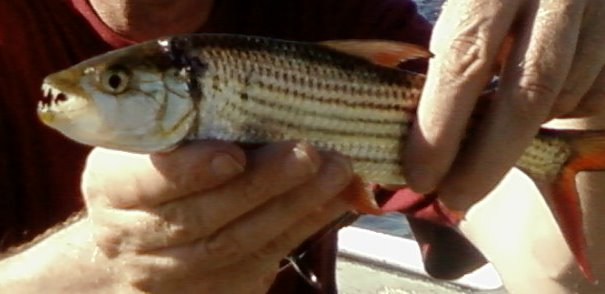
Hydrocynus vittatus

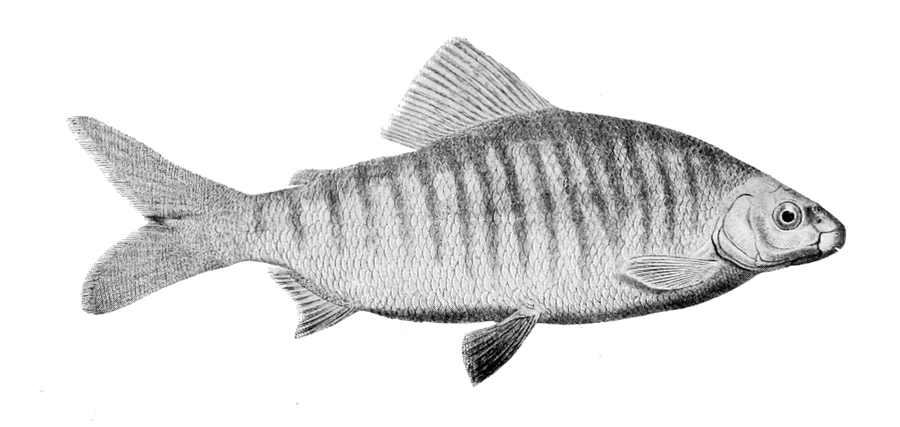
Distichodus fasciolatus

| - Alestes macrophthalmus - Brycinus imberi - Brycinus rhodopleura - Bryconaethiops boulengeri - Hydrocynus forskahlii - Hydrocynus goliath | - Tigersalmler (Hydrocynus vittatus) - Micralestes stormsi - Micralestes vittatus - Distichodus fasciolatus - Distichodus sexfasciatus |

### Karpfenfische

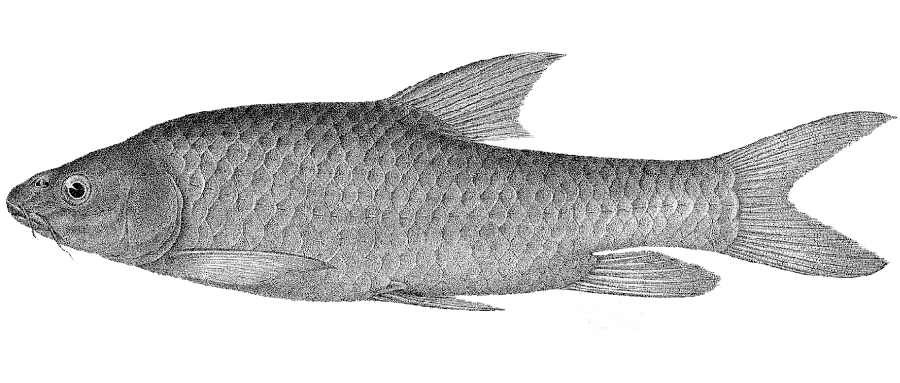
Labeobarbus altianalis, Darstellung in der Erstbeschreibung durch Boulenger, 1900

| - Acapoeta tanganicae - Chelaethiops congicus - Chelaethiops minutus - Enteromius apleurogramma - Enteromius eutaenia - Enteromius kerstenii - Enteromius lineomaculatus - Enteromius lufukiensis - Enteromius neumayeri - Enteromius oligogrammus - Enteromius pellegrini - Enteromius taeniopleura - Enteromius urostigma | - Labeobarbus altianalis - Labeobarbus leleupanus - Labeobarbus platyrhinus - Labeobarbus tropidolepis - Labeo altivelis - Labeo congoro - Labeo fuelleborni - Labeo ibimbi - Labeobarbus caudovittatus - Mesobola spinifer - Opsaridium splendens - Raiamas moorii - Raiamas salmolucius |

### Ohrenfische

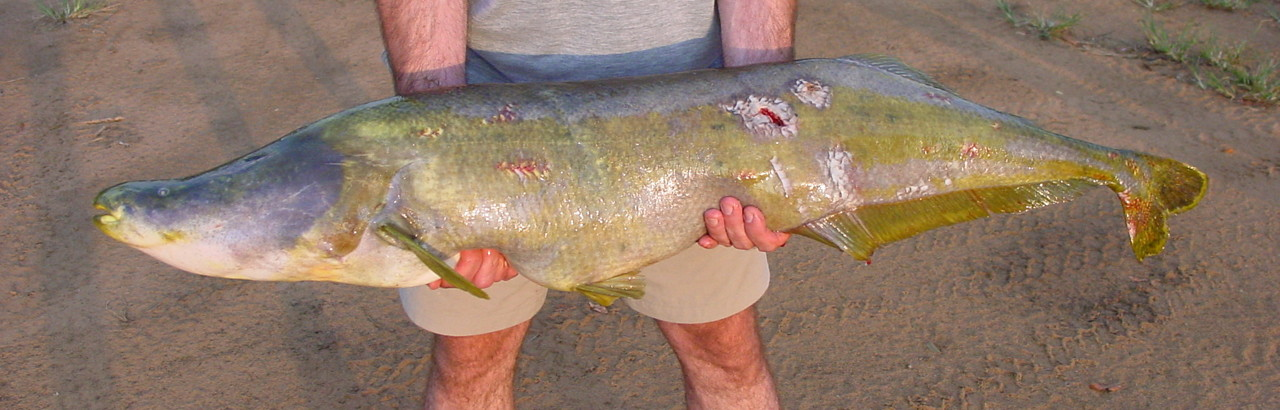
Riesen-Nilhecht (Mormyrops anguilloides)

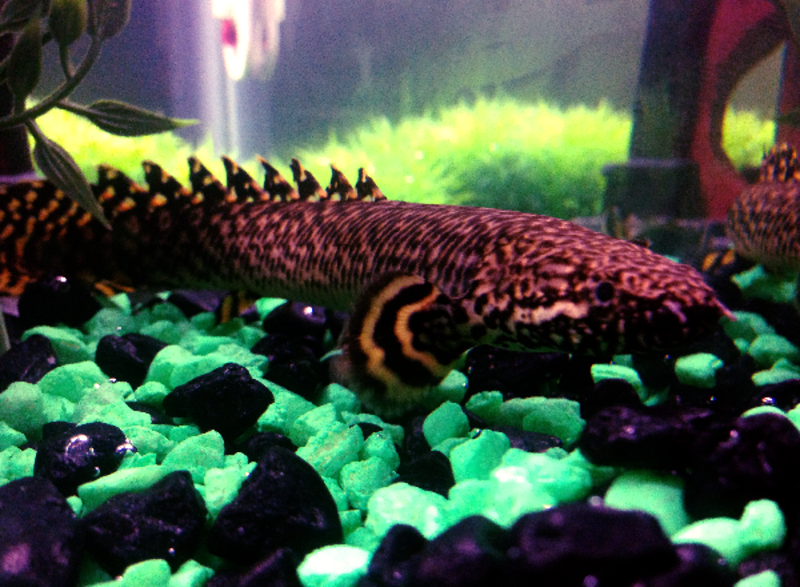
Polypterus ornatipinnis

- Kneria rukwaensis
- Kneria wittei

### Heringe
- Tanganjikasee-Sardine (Limnothrissa miodon)
- Stolothrissa tanganicae

### Nilhechte
| - Cyphomyrus discorhynchus - Gnathonemus longibarbis - Hippopotamyrus discorhynchus | - Riesen-Nilhecht (Mormyrops anguilloides) - Mormyrus longirostris - Pollimyrus nigricans |

### Flösselhechte
- Polypterus congicus
- Schmuck-Flösselhecht (Polypterus ornatipinnis)

### Lungenfische
- Protopterus aethiopicus aethiopicus

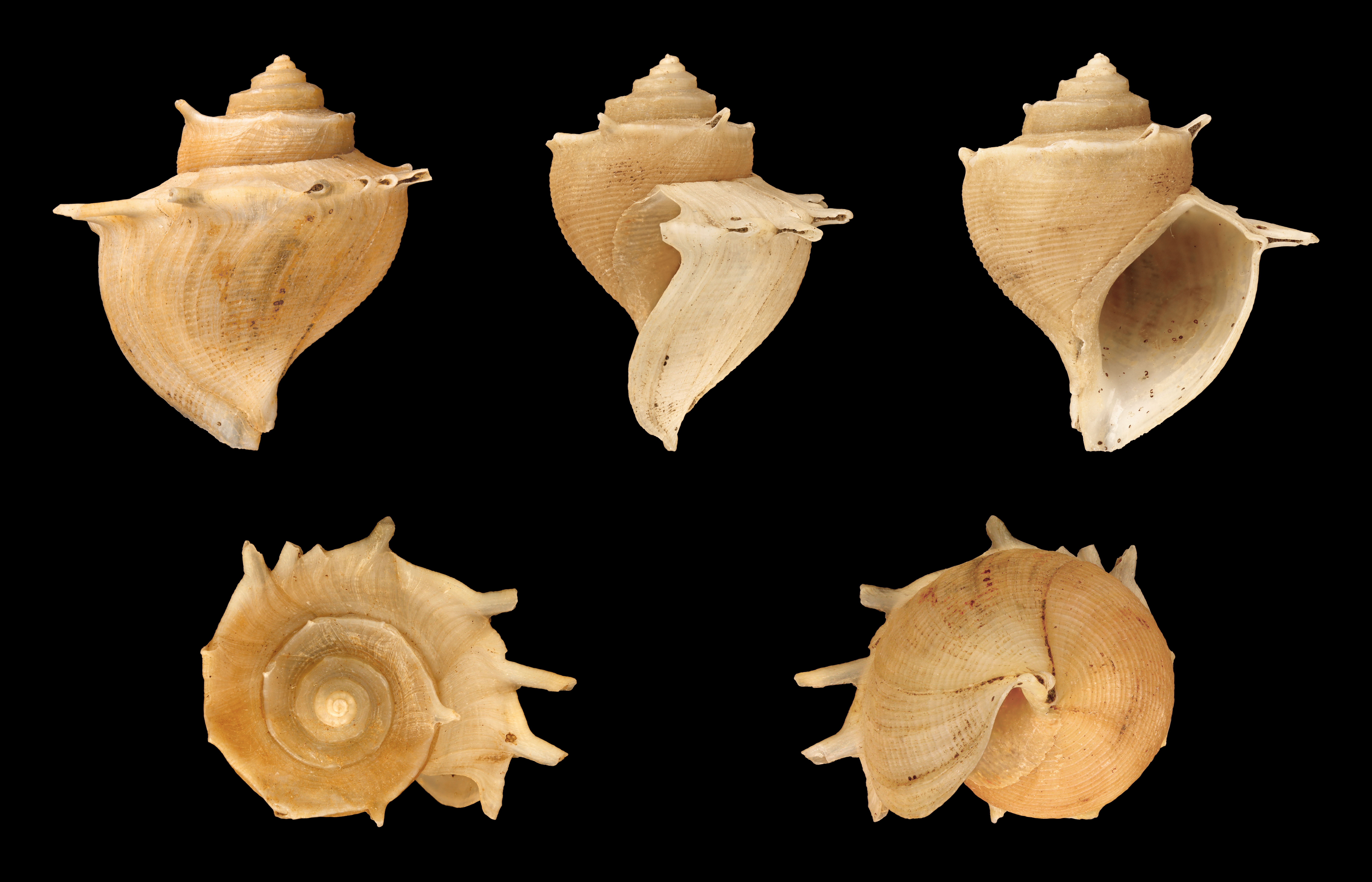
Tiphobia horei lebt endemisch im Tanganjikasee

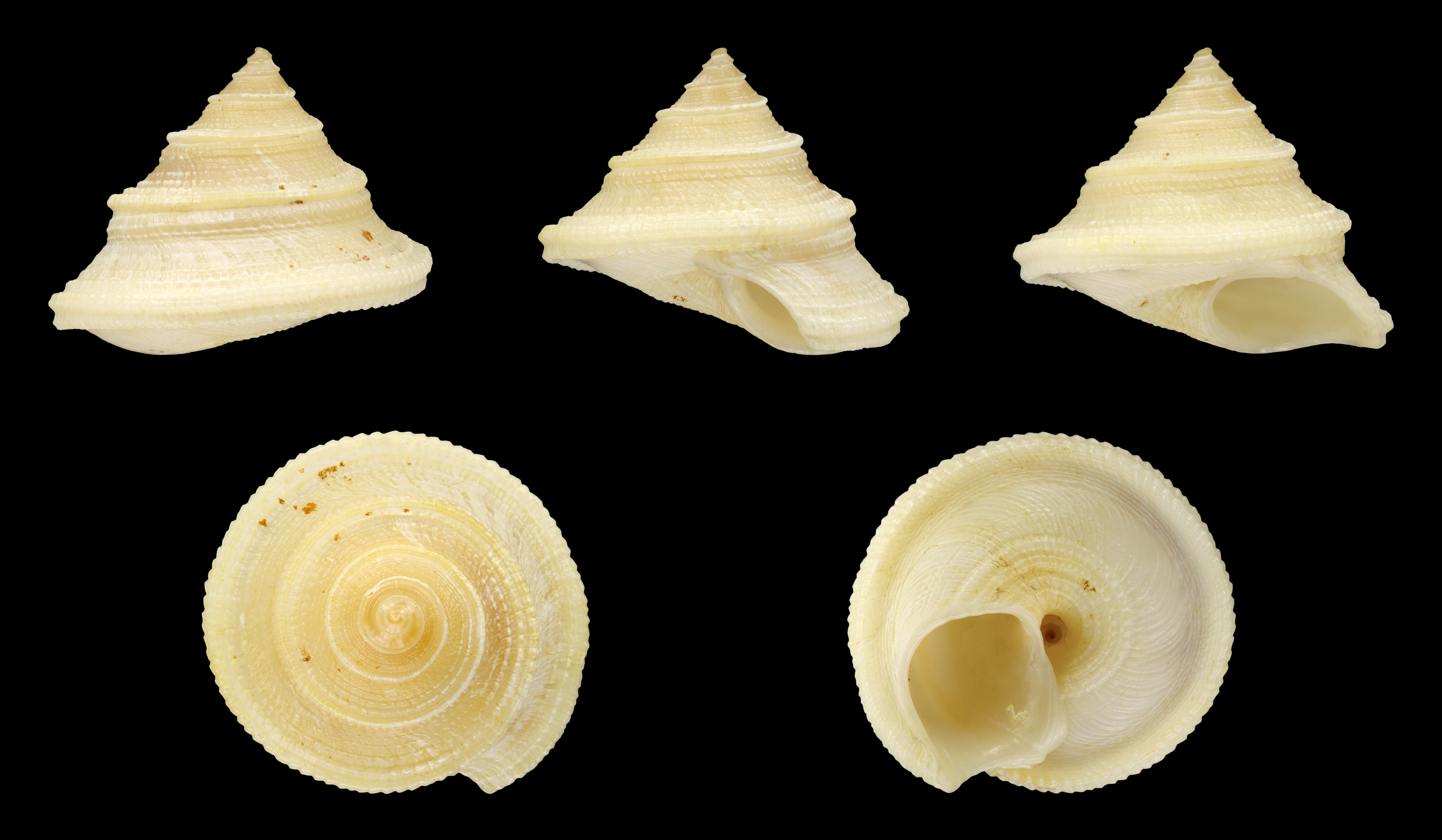
Chytra kirki, ebenfalls ein Endemit des Tanganjikasees

## Wirbellose
Neben den Buntbarschen haben im Tanganjikasee auch Schnecken im Zuge einer schnellen adaptiver Radiation aus wenigen eingewanderten Süßwasserschnecken zahlreiche neue Arten gebildet. Endemische Schneckengattungen sind Tanganyicia und Stanleya aus der Familie der Kronenschnecken (Thiaridae), sowie Hirthia, Lavigeria und Paramelania aus der Familie Pleuroceridae. Die Gattung Neothauma aus der Familie der Sumpfdeckelschnecken (Viviparidae), deren Gehäuse für die kleinen Schneckenbuntbarsche von so großer Bedeutung sind, teilt sich der Tanganjikasee mit dem Malawisee.
Weitere im Tanganjikasee lebende Wirbellose sind die Süßwasserqualle Limnocnida tanganyicae, etwa zehn Arten von Süßwasserkrabben (Potamidae), alle aus der Gattung Potamonautes, Süßwassergarnelen (Atyidae), Felsen- und Partnergarnelen (Palaemonidae), zwei endemische Fluss- und Teichmuscheln (Unionidae) (Brazzaea und Pseudospatha) und sieben verschiedene Schwammarten.

## Landwirbeltiere
Landwirbeltiere, die eng ans Wasser gebunden an den Ufern des Tanganjikasees vorkommen, sind das Nilkrokodil (Crocodylus niloticus), die Wasserkobra (Boulengerina annulata stormsi) und der Schreiseeadler (Haliaeetus vocifer).